# Goniothalamus rufus
Goniothalamus rufus este o specie de plante din genul Goniothalamus, familia Annonaceae, descrisă de Friedrich Anton Wilhelm Miquel. Conform Catalogue of Life specia Goniothalamus rufus nu are subspecii cunoscute.